# ファイザ・ツァベト
ファイザ・ツァベト（アラビア語: فايزة تسابت、ラテン文字転写: Faïza Tsabet、1985年3月22日 - ）は、アルジェリアの元女子バレーボール選手。現役時代のポジションはアウトサイドヒッター。元アルジェリア代表。

## 来歴
- クラブチーム

シュレフ出身。1998年、GS Chlefへ入団。2005/06シーズンの国内リーグで優勝した。2006/07シーズンからはフランスリーグのIstres Provence Volleyで3年間プレーした。2009/10シーズンはスペインのCVテネリフェに移籍し1年間プレーした。2010/11シーズンからはアルジェリアのNR Chlefでプレーした。
- 代表チーム

アンダーカテゴリーの代表として2002年のU-20アフリカ選手権で金メダルを獲得した。2003年にアルジェリア代表に初選出された。2007年、アフリカ選手権で銀メダルを獲得した。2008年、北京五輪に出場した。2009年、自国開催されたアフリカ選手権では金メダルを獲得した。2010年、日本で開催された世界選手権ではエースとしてチームを牽引した。2011年、ワールドカップに出場した。2012年のロンドン五輪アフリカ大陸予選に出場し、五輪出場権獲得に貢献したが同年に現役を引退した。

## 球歴
- オリンピック - 2008年
- 世界選手権 - 2010年
- ワールドカップ - 2011年
- アフリカ選手権 - 2007年、2009年

## 所属クラブ
- GS Chlef（1998-2006年）
- Istres Provence Volley（2006-2009年）
- CVテネリフェ（2009-2010年）
- NR Chlef（2010-2012年）